# Taubenschießen

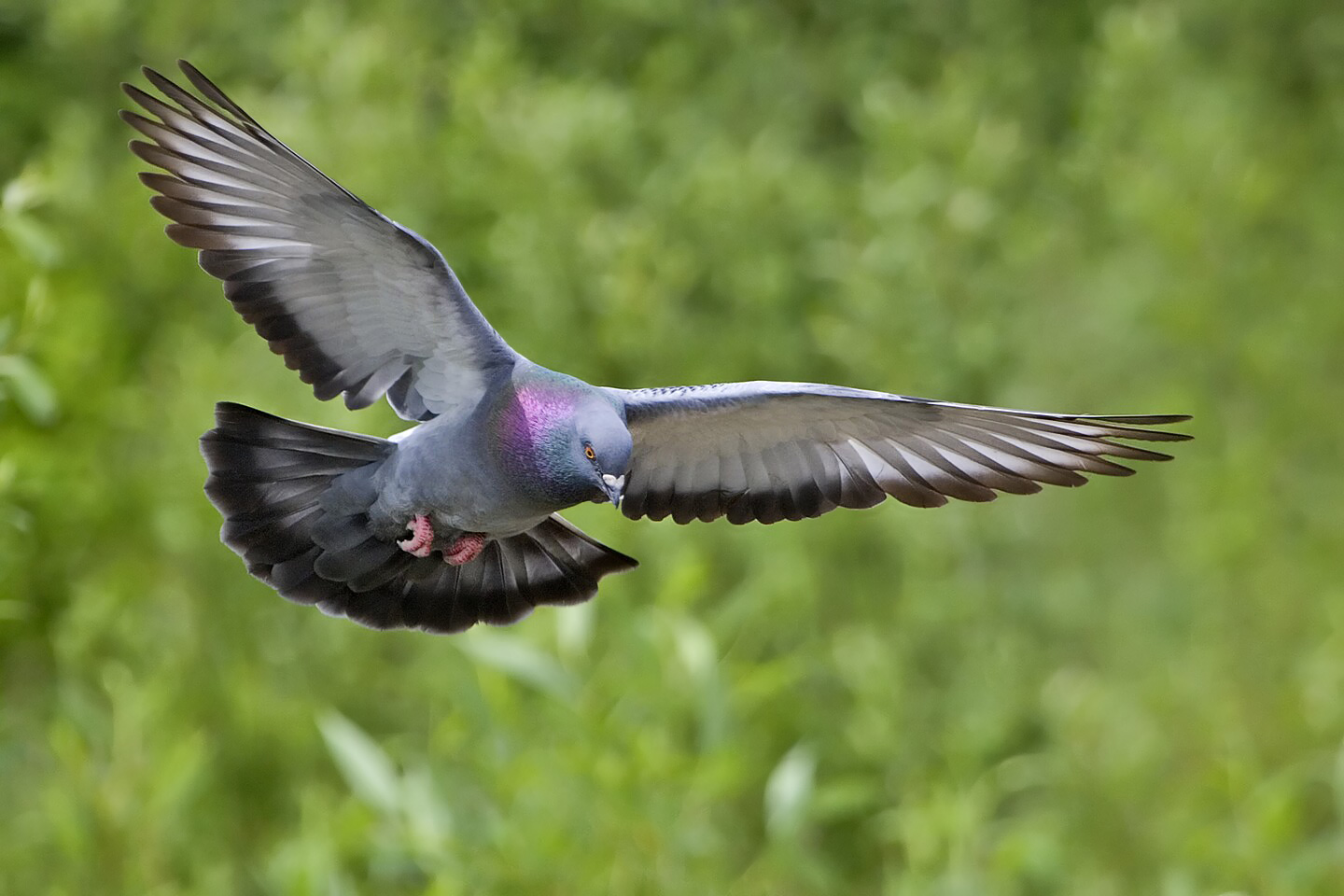
Stadttauben werden in einigen Ländern wie den USA teilweise eingefangen, um sie dann für einige USD an Clubs zu verkaufen, wo diese Form von Schießsport praktiziert wird

Als Taubenschießen, manchmal auch Lebendtaubenschießen, bezeichnet man einen Schießsport, der seit dem frühen 19. Jahrhundert in einer regelbasierten Form praktiziert wird. Taubenschießen wurde jedoch bereits im 19. Jahrhundert wegen seiner Grausamkeit gegenüber den Vögeln kritisiert. Heute sind es nur noch wenige Länder, in denen diese Form von Schießsport legal ist. Dazu zählen Spanien, Mexiko und einige US-amerikanische Bundesstaaten. Wichtiger Bestandteil des Taubenschießens ist hier der Abschluss von Wetten. Die modernere und unblutige Version dieser Sportart ist das Wurfscheibenschießen.

## Geschichte
Der erste Club, der sich exklusiv dem Taubenschießen widmete, wurde 1812 in einem Londoner Vorort gegründet. Er nannte sich Old Hats, weil die Tauben unter alten Hüten gefangen gehalten wurden, bis sie durch das Ziehen an einem dünnen Seil freigelassen wurden. Neben England wurde diese Form von Schießsport auch in den europäischen Ländern Spanien, Italien, Belgien und Monaco praktiziert. In Brüssel und im belgischen Ostende wurden allein gegen Ende des 19. Jahrhunderts alljährlich etwa 35.000 Tauben geschossen. In Deutschland ging man in Heiligendamm diesem Sport nach. Ausübende waren zu Beginn zumeist wohlhabende Landbesitzer. Der erste US-amerikanische Club, in dem man Taubenschießen praktizierte, wurde zu Beginn der 1830er Jahre in Cincinnati gegründet. Zu den Vögeln, die zu Beginn geschossen wurden, zählten allerdings nicht nur Tauben. Als Schießziel dienten auch Amseln, Spatzen und sogar Fledermäuse.
Taubenschießen wurde vor allem in den USA so populär, dass diese Sportart einigen Showschützen als Lebensgrundlage diente. Zu den bekanntesten zählten William Frank Carver und Adam H. Bogardus. William Frank Carver unternahm sogar eine Europa-Tournee, bei der er unter anderem zur Unterhaltung des Prince of Wales Tauben schoss und von diesem dafür mit einer Medaille ausgezeichnet wurde.

## Ausübung
Vor dem Schießstand befinden sich Blechkästen, deren Wände nur lose zusammengefügt sind, so dass der Bau zusammenfällt, wenn an einem daran befestigten Draht gezogen wird. In jeden Kasten wird eine Taube gesteckt, die man meistens vorher durch Ausreißen der Federn und Ätzen der Wunden, Blenden auf einem oder beiden Augen, Brechen der Knochen und so weiter verstümmelt hat, damit sie ihren Aufflug nicht kreisend, sondern gerade aufrecht oder nach einer bestimmten Seite nimmt.
Auf ein Kommandowort des Schützen wird an dem Draht gezogen, der Kasten fällt zusammen, die erschreckte Taube fliegt davon, und der Schütze muss sie so zu treffen suchen, dass sie innerhalb der Umzäunung zu Boden fällt, sonst gilt der Schuss nicht.
Neben dem eigentlichen Schießen gehört zu dieser Disziplin das Wetten.

## Verbot
Im Jahre 1876 wurde in Preußen ein erstes Verbot durch eine Regierungsanordnung erlassen, die von der Erwägung geleitet wurde, „daß die bei dem Taubenschießen den Tauben zu Theil werdende Behandlung sich als eine offenbare Mißhandlung derselben charakterisirt, welche voraussichtlich mindestens in vielen Fällen zu der im Strafgesetzbuch § 360 zu 13 (mit Geldstrafe bis zu 150 Mk. oder mit Haft wird bestraft… wer öffentlich oder in Aergerniß erregender Weise Thiere boshaft quält oder mißhandelt) vorgesehenen Uebertretung Anlaß bieten würde, andererseits, daß derartige Belustigungen ein öffentliches Aergerniß geben und namentlich auf jugendliche Zuschauer verderblich einwirken können.“
Nachdem in den 1960er Jahren eine halbtot geschossene Taube vor die Füße der monegassischen Fürstin Gracia Patricia von Monaco gefallen war, wurde dort das Schießen auf lebende Tauben verboten. Deutschland, Holland und andere Staaten hatten das Taubenschießen zu dieser Zeit bereits verboten. In England scheiterte ein diesbezüglicher Gesetzentwurf am Widerspruch des Oberhauses. Ersatzweise wurde in den Ländern das Schießen auf Elektrotauben (Helices) eingeführt, die Lebendtauben vergleichbare Flugeigenschaften simulieren sollten.
Heute wird der Sport nur noch selten ausgeführt, in Europa beispielsweise in Spanien. Ein Zentrum des Lebendtaubenschießens ist traditionell der US-Bundesstaat Pennsylvania, in dem weiterhin große Lebendtaubenschießveranstaltungen stattfinden, für die rechtliche Ausnahmeregelungen von den Tierschutzgesetzen gelten.